# Bissau Aeroport
Bissau Aeroport är en flygplats i Guinea-Bissau. Den ligger i den västra delen av landet, 7 km nordväst om huvudstaden Bissau. Bissau Aeroport ligger 39 meter över havet.
Terrängen runt Bissau Aeroport är huvudsakligen platt. Bissau Aeroport ligger uppe på en höjd. Runt Bissau Aeroport är det mycket tätbefolkat, med 2 345 invånare per kvadratkilometer. Närmaste större samhälle är Bissau, 7,0 km sydost om Bissau Aeroport. Omgivningarna runt Bissau Aeroport är en mosaik av jordbruksmark och naturlig växtlighet.